# Graphiopsis
Graphiopsis Trail – rodzaj grzybów z klasy Dothideomycetes.

## Systematyka i nazewnictwo
Pozycja w klasyfikacji według Index Fungorum: Cladosporiaceae, Capnodiales, Dothideomycetidae, Dothideomycetes, Pezizomycotina, Ascomycota, Fungi.
Takson utworzył w 1816 r. James William Helenus Trail. Synonim: Dichocladosporium K. Schub., U. Braun & Crous 2007.
Niektóre gatunki występujące w Polsce
- Graphiopsis chlorocephala (Fresen.) Trail 1889

Nazwy naukowe na podstawie Index Fungorum. Wykaz gatunków według Mułenki i in. (podane jako Cladosporium).